# 博曼
博曼（William John Pohlman，—1848年)，美国归正教会来华牧师。被美部会派遣，和波乃耶医生等前往南洋的华侨中间和中国本土传教。1838年抵达新加坡，在此小住后前往坤甸。1844年前往厦门，建立新街礼拜堂。1848年乘搭由香港开往厦门的欧美加号轮船，中途不幸遭遇海难，船翻而溺水身亡。
博曼在中国从报上发表过数篇文章。